# فخران
فخران یا شهرک فخران روستایی در دهستان زهان بخش زهان شهرستان زیرکوه استان خراسان جنوبی ایران است. بر پایه سرشماری عمومی نفوس و مسکن در سال ۱۳۹۰ جمعیت این روستا ۵۴۰ نفر (در ۱۳۵ خانوار) بوده است.